# Phyllothelys werneri
Phyllothelys werneri är en bönsyrseart som beskrevs av Heinrich Hugo Karny 1915. Phyllothelys werneri ingår i släktet Phyllothelys och familjen Mantidae. Inga underarter finns listade i Catalogue of Life.